# Horst Blanck
Horst Blanck (* 14. November 1936 in Krefeld; † 31. März 2010 in Cerveteri) war ein deutscher Klassischer Archäologe.
Horst Blanck studierte Klassische Archäologie, Alte Geschichte, Klassische Philologie sowie Vor- und Frühgeschichte an der Universität zu Köln. Dort wurde er 1963 bei Tobias Dohrn mit der Dissertation Wiederverwendung alter Statuen als Ehrendenkmäler bei Griechen und Römern promoviert. 1964/1965 erhielt er das Reisestipendium des Deutschen Archäologischen Instituts. Anschließend absolvierte er die Ausbildung zum wissenschaftlichen Bibliothekar und war bis zu seiner Pensionierung 2001 Leiter der Bibliothek der Abteilung Rom des Deutschen Archäologischen Instituts. Danach lebte Horst Blanck in Cerveteri nahe Rom. Verheiratet war er mit der Archäologin Fritzi Jurgeit Blanck.
Seine Hauptforschungsgebiete waren die Etruskologie und die Geschichte der Klassischen Archäologie.

## Veröffentlichungen
- Wiederverwendung alter Statuen als Ehrendenkmäler bei Griechen und Römern. Dissertation, Köln 1963.
  - Druckausgabe: Wiederverwendung alter Statuen als Ehrendenkmäler bei Griechen und Römern (= Studia archaeologica 11). L’Erma di Bretschneider, Rom 1969.
- Einführung in das Privatleben der Griechen und Römer (= Die Altertumswissenschaft. Einführungen in Gegenstand, Methoden und Ergebnisse ihrer Teildisziplinen und Hilfswissenschaften). Wissenschaftliche Buchgesellschaft, Darmstadt 1976, 2. Auflage 1996.
- Die Bibliothek des Deutschen Archäologischen Instituts in Rom (= Das Deutsche Archäologische Institut. Geschichte und Dokumente Bd. 7). Von Zabern, Mainz 1979, ISBN 978-3-8053-0400-9.
- mit Giuseppe Proietti: La Tomba dei Rilievi di Cerveteri. de Luca Editore, Rom 1986.
- mit Cornelia Weber-Lehmann: Malerei der Etrusker in Zeichnungen des 19. Jahrhunderts. Von Zabern, Mainz 1987, ISBN 978-3-8053-0944-8.
- Das Buch in der Antike (= Beck’s archäologische Bibliothek). C. H. Beck, München 1992, ISBN 978-3-406-36686-4.
- mit Stephan Steingräber: Volterra (= Antike Welt, Sonderheft; Zaberns Bildbände zur Archäologie). Von Zabern, Mainz 2002.